# Бжозовець (Любуське воєводство)
Бжозовець (пол. Brzozowiec, нім. Berkenwerder) — село в Польщі, у гміні Дещно Ґожовського повіту Любуського воєводства.
Населення — 688 осіб (2011).
У 1975-1998 роках село належало до Гожовського воєводства.

## Демографія
Демографічна структура станом на 31 березня 2011 року:
|          | Загалом | Допрацездатний вік | Працездатний вік | Постпрацездатний вік |
| -------- | ------- | ------------------ | ---------------- | -------------------- |
| Чоловіки | 338     | 81                 | 232              | 25                   |
| Жінки    | 350     | 67                 | 222              | 61                   |
| Разом    | 688     | 148                | 454              | 86                   |